# Staryj Ołow
Staryj Ołow (ros. Старый Олов) – wieś w Rosji, w Kraju Zabajkalskim, w rejonie czernyszewskim. W 2010 liczyła 853 mieszkańców.